# Ministère de la Justice (Géorgie)
Pour les articles homonymes, voir Ministère de la Justice.
Le ministère de la Justice de Géorgie (en géorgien : საქართველოს იუსტიციის სამინისტრო) est une agence gouvernementale au sein du Cabinet des Ministres de Géorgie chargée de réglementer les activités du système judiciaire, de superviser le Procureur d'État, de maintenir le système légal et l'ordre public, de protéger le public et de mettre en place les réformes légales en Géorgie.
Le ministère est dirigé par Rati Bregadze.

## Histoire
Le développement du système judiciaire en Géorgie date du Royaume d'Ibérie dans l'Antiquité, quand les fonctions législatives sont réglementées par l'Assemblée populaire et le Conseil des Anciens. Aux IX-Xe siècles, le système est sous la protection d'une organisation d'État nommée le darbazi (« chambre ») qui inclut le clergé, l'aristocratie et les représentants du peuple. Cette institution est chargée de publier des documents légaux importants, tels que la loi samparavtmdzebnelo (« loi criminelle »), la loi de Bagrat le Curopalate, la Loi de Georges V, les Règles de Conduite de la Cour royale, ainsi que la traduction de documents internationaux de grande importance, comme la Loi de Moïse et les lois gréco-romaines et séleucides. Une collection de ces anciens documents a été sauvée et préservée durant le règne de Vakhtang VI de Karthli au début du XVIIIe siècle, une collection connue sous le nom de Livre des lois de Vakhtang VI et publiée en 1703-1709.
Le Dastourlamali (ou Livre des Règles) du roi Vakhtang VI est composé entre 1707 et 1709 et contient une description des hommes d'État et de leurs fonctions, ainsi qu'un recensement de la population et une étude de l'économie, des impôts, des propriétés à travers le royaume, etc. À cette époque, les fonctions du Ministre de la Justice de Géorgie actuel sont divisées entre le Chancelier et le mandatourt-oukhoutsessi.
Malgré l'annexion de la Géorgie par la Russie en 1801, les lois géorgiennes continuent à être appliquées jusqu'au début du XXe siècle, quand toute pratique judiciaire traditionnelle est abolie par l'occupation soviétique de 1921.
Le premier Ministère de la Justice de la Géorgie indépendante est établi par le Conseil national de Géorgie dans son Acte d'Indépendance du 26 mai 1918, qui reste en force jusqu'à l'annexion soviétique de 1921. Selon une législation du 11 octobre 1918, une subdivision de codification est formée au sein du ministère pour prendre en charge la publication des lois dans la « Collection des lois et des résolutions du Gouvernement ». Le ministère est restauré en 1991.

## Liste des ministres

### République démocratique de Géorgie
- 1918-1919: Chalva Alexi-Meskhichvili ;
- 1919-1921 : Rajden Arsenidzé ;
- 1921 : Evgueni Gueguetchkori.

### Géorgie indépendante
- 1990-1992 : John Khetsouriani (première fois) ;
- 1992-1993 : Constantin Kemoularia (première fois) ;
- 1993-1998 : Tedo Ninidzé ;
- 1998-1999 : Lado Tchantouria ;
- 1999-2000 : John Khetsouriani (seconde fois) ;
- 2000-2001 : Mikheil Saakachvili ;
- 2001-2003 : Roland Guiligachvili ;
- 2003-2004 : Zourab Adeïchvili (première fois) ;
- 2004-2005 : Guiorgui Papouachvili ;
- 2005 : Constantin Kemoularia (seconde fois) ;
- 2005-2007 : Guia Kavtaradzé ;
- 2007-2008 : Ekaterine Tkechelachvili
- 2008 : Nika Gvaramia ;
- 2008-2012 : Zourab Adeïchvili (seconde fois) ;
- 2012-2020 : Tea Tsouloukiani
- 2020-2021 : Gotcha Lordkipanidzé
- depuis 2021 : Rati Bregadze